# Jean Bochard
Pour les articles homonymes, voir Bochard.
Jean V Bochart, seigneur de Champigny et de Noroy, né vers 1561 à Paris, décédé le 27 avril 1630 à Paris, inhumé en 1630 à Noroy (Oise), est un magistrat, diplomate et homme politique français.

## Biographie

### Famille
C'est le fils de Jean IV Bochart, seigneur de Champigny et de Noroy, conseiller d'État et au Grand Conseil, et de Isabelle Allegrain, fille de Louis Allegrain, seigneur de Saint-Germain, et de Louise Briçonnet (fille de Guillaume Briçonnet seigneur  de Glatigny, mort en 1534).
En 1585 il épouse Madeleine de Neufville. De cette union naissent deux enfants dont :
- Jean VI Bochart de Champigny, conseiller d'État, ancêtre de Guillaume Bochart de Champigny et de Jacques-Charles Bochart de Champigny ;
- Marie Bochart de Champigny, mariée avec Édouard Molé

Il se remarie le 7 mai 1595 avec Liée de Vigny, veuve de Louis Picot de Dampierre, dont il eut quatre enfants dont :
- François Bochart de Saron de Champigny (seigneur de Saron, conseiller au grand conseil, intendant de justice de Provence en 1637, puis intendant de Lyon et de intendant du Dauphiné, mort par noyade en 1665[3]), Catherine et Liée.
  - François Bochart de Saron, évêque de Clermont
- Marc Bochart de Champigny
- Jean VII Bochart de Champigny (mort le 19 août 1691), est le fils unique de Jean VI Bochart de Champigny, mort en 1647, et de Marguerite Le Charon. Maître des Requêtes, intendant de Moulins et en même temps intendant de Limoges (1655-1658), puis intendant de Tours (1658-1659), et intendant de Rouen (1660-1664). Il a eu de son mariage avec Marie de Boivin :
  - Jean VIII Bochart de Champigny, intendant de Nouvelle-France ;
  - Guy Bochart de Champigny, chevalier de Malte, tué au siège de Nimègue, en 1672 ;
  - Guillaume Bochart de Champigny, évêque de Valence ;
  - Henri Bochart de Champigny, abbé d'Auberive ;
  - Antoine Bochart de Champigny, chef d'escadre, commandeur de l'ordre de Saint-Louis, lieutenant général des armées navales ;
  - Antoine Bochart de Champigny, trésorier de la Sainte-Chapelle de Paris ;
  - Marguerite, mariée à Jean-Paul de Bournel ;
  - François, Catherine, Marie, Charlotte-Honorée, religieuse, Magdelaine, abbesse d'Estrun, près d'Arras.

### L'avant ministériat
Le 10 juillet 1585 il devient maître des requêtes et le 28 octobre 1594 président aux enquêtes au parlement de Paris. Nommé Conseiller d’Etat en 1596, il est ambassadeur à Venise d'août 1607 à août 1611. En 1616 il reçoit une commission d'intendant de Justice en Poitou.

### Action ministérielle
Du 23 janvier 1623 à 1626, il est contrôleur général des finances par commission. Du 27 août 1624 à janvier 1626, il est nommé surintendant des finances avec Michel de Marillac par commission datée de Saint-Germain-en-Laye.
Avec l'aide de la reine mère et du parti dévôt, il revient au Conseil le 29 avril 1624 et y occupe rapidement la première place, devenant le principal ministre. Après l'élimination du surintendant La Vieuville, il propose son remplacement par trois personnes « qui s'éclairassent l'un l'autre », « qui s'appellent chefs ou administrateurs des finances, qui feront la charge que faisoit le surintendant, sans néanmoins pouvoir rien ordonner qu'il ne soit arrêté au conseil ». Ils doivent présenter un certain profil : « ni de trop haute ni de trop basse condition », qui « ne soient pas gens d'épée, d'autant que telles gens ont trop d'ambition et de vanité, et prétendent incontinent des charges et des gouvernements au préjudice de l'État » mais plutôt « des gens de robe longue, dont les prétentions ne pensent à aller à des offices de la couronne ou gouverneurs comme les autres »; des gens « qui fussent modérés de réputation publique, telle que leur probité donnât bonne odeur au gouvernement futur ». Sollicité par le roi de fournir des noms, Richelieu finit par livrer ceux de Bochart, Michel de Marillac et Mathieu Molé. « Il lui dit que le sieur de Champigny qui étoit contrôleur des finances, demeurant, par la retraite du sieur de La Vieuville, le premier aux finances, comme d'ailleurs il étoit le plus ancien du conseil, il n'y avoit point d'apparence de le changer, étant reconnu de tout le monde pour homme de probité tout entière.

### L'après ministériat
Après la conspiration de Chalais, au début de l'année 1626, le roi remanie le gouvernement et y renforce le courant Richelieu. Michel de Marillac prend les sceaux en juin ; le marquis d'Effiat le remplace le 9 juin. Bochart démissionne en janvier. On est en droit de s'interroger sur cette décision. Il est possible que des raisons morales l'y aient poussé : en 1624, alors que son frère s'inquiète de le voir prendre ce poste craignant que « la facilité de s'enrichir dans ces hautes fonctions n'éveillât la cupidité et l'avarice dans son cœur », il répond : « N'ayez aucune crainte, mon frère, je ne demeurerai pas longtemps dans cette charge ». Il peut aussi y avoir été contraint par les difficultés qu'il rencontre. 
Il demeure malgré tout un fidèle du Cardinal. À la mort de d'Hacqueville (novembre 1628), il devient premier président du parlement de Paris. Il y joue un rôle modérateur dans la conduite des débats et informe son cousin de ce qui s'y passe et des réactions des officiers. 
Il meurt le 27 avril 1630. Son cœur est déposé dans la tombe familiale, en l'église des Blancs Manteaux et son corps, enseveli dans le sépulcre de ses pères, en la seigneurie de Noroy.